# Torneo de Atlanta 2018
El BB&T Atlanta Open 2018 fue un torneo de tenis perteneciente al ATP Tour 2018 en la categoría ATP World Tour 250. El torneo tuvo lugar en la ciudad de Atlanta (Estados Unidos) desde el 23 hasta el 29 de julio de 2018 sobre pistas duras.

## Distribución de puntos
| Categoria            | G   | F   | SF  | CF | R16 | R32 | C  | C2 | C1 |
| Individual masculino | 250 | 165 | 100 | 50 | 25  | 0   | 13 | 7  | 0  |
| Dobles masculino     | 250 | 150 | 90  | 45 | 20  | 0   | -  | -  | -  |

## Cabezas de serie

### Individuales masculino
| Tenista        | Ranking | Preclasificados |
| John Isner     | 8       | 1               |
| Nick Kyrgios   | 18      | 2               |
| Hyeon Chung    | 22      | 3               |
| Matthew Ebden  | 43      | 4               |
| Frances Tiafoe | 45      | 5               |
| Jérémy Chardy  | 46      | 6               |
| Mischa Zverev  | 47      | 7               |
| Ryan Harrison  | 55      | 8               |

- Ranking del 16 de julio de 2018.[2]

### Dobles masculino
| Tenista                            | Ranking | Preclasificados |
| Divij Sharan Artem Sitak           | 70      | 1               |
| Ryan Harrison Rajeev Ram           | 86      | 2               |
| Nicholas Monroe John-Patrick Smith | 110     | 3               |
| Jonathan Erlich Joe Salisbury      | 130     | 4               |

## Campeones

### Individual masculino
John Isner venció a  Ryan Harrison por 5-7, 6-3, 6-4

### Dobles masculino
Nicholas Monroe /  John-Patrick Smith vencieron a  Ryan Harrison /  Rajeev Ram por 3-6, 7-6(7-5), [10-8]